# Alpe Adria liga u vaterpolu 2006./07.
Alpe Adria Waterpolo League je imala svoje prvo izdanje u sezoni 2006./07. Sudjelovalo je šest klubova iz Austrije, Italije i Slovenije. Pobjednik lige je bila Olimpija iz Ljubljane.

## Poredak ligaškog dijela
1. Branik (Maribor)
2. Olimpija (Ljubljana)
3. Koper (Kopar)
4. ASV Wien (Beč)
5. Pallanauto Trieste (Trst)
6. Tirol (Innsbruck)

## Završni turnir
Igran u Mariboru
| klub1              | rezultat   | klub2          |
| polufinale         | polufinale | polufinale     |
| ------------------ | ---------- | -------------- |
| Olimpija Ljubljana | 10:5       | Koper          |
| Branik Maribor     | 11:9       | ASV Wien (Beč) |
|                    |            |                |
| za 3. mjesto       |            |                |
| Koper              | 8:10       | ASV Wien       |
|                    |            |                |
| finale             |            |                |
| Branik             | 7:10       | Olimpija       |

## Poveznice i izvori
- waterpolo-alpe-adria-league.com, o ligi, wayback arhiva
- waterpolo-alpe-adria-league.com,sezona 2006./07., wayback arhiva
- VK Olimpija 2006./07., wayback arhiva